# 330

330(삼백삼십)은 329보다 크고 331보다 작은 자연수다.

## 수학
- 합성수로, 그 약수는 총 16개다. (1, 2, 3, 5, 6, 10, 11, 15, 22, 30, 33, 55, 66, 110, 165, 330)
  - 330의 진약수의 합은 534이므로, 330은 과잉수다.
  - 제곱 인수가 없는 17번째 과잉수다. 이 성질을 지닌 앞의 수는 318, 다음 수는 354다. (OEIS의 수열 A087248)
- 15번째 오각수다. 앞의 오각수는 287, 다음 오각수는 376이다.
- 8번째 오포체수다. 앞의 오포체수는 210, 다음은 495다.
- {\displaystyle 330=51+70+92+117}
  - 연속하는 네 오각수의 합으로 나타낼 수 있는 수다. 이 성질을 지닌 앞의 수는 248, 다음 수는 424다.
- {\displaystyle 330=43+47+53+59+61+67}
  - 연속하는 소수(素數) 6개의 합으로 나타낼 수 있는 수다. 이 성질을 지닌 앞의 수는 304, 다음 수는 358이다.
- {\displaystyle 330=11\times 30}
  - 연속하는 두 십일각수의 곱으로 나타낼 수 있는 수다. 이 성질을 지닌 앞의 수는 11, 다음 수는 1740이다.
- {\displaystyle 330=6^{2}+7^{2}+8^{2}+9^{2}+10^{2}}
  - 연속하는 자연수 5개의 제곱합으로 나타낼 수 있는 수다. 이 성질을 지닌 앞의 수는 255, 다음 수는 415다.
- {\displaystyle 89^{2}-1}은 330으로 나누어떨어진다.

## 과학·기술
- NGC 330(영어판): 큰부리새자리 방향에 있는 산개성단.
- 현대 그랜저 L330, HG330: 현대자동차의 승용차.

## 교통

### 항공
- 에어버스 A330

### 철도
- 수도권 전철 3호선 을지로3가역의 역번호.
- 대구 도시철도 3호선 남산역의 역번호.

### 도로
- 고속도로 및 국도
  - 오토루트 330호선(프랑스어판): 프랑스의 고속도로.
  - 일본 330번 국도: 오키나와현 오키나와시에서 나하시까지 이어지는 일본의 국도.
  - 중국 330번 국도
- 기타 도로
  - 현도 제330호선

## 문화유산
- 대한민국의 국보 제330호: 대구 경상감영 측우대
- 대한민국의 보물 제330호: 부여 군수리 금동보살입상
- 대한민국의 사적 제330호: 서울 효창공원

## 방송
- KT HCN의 미국 방송인 디스커버리 채널 채널 번호.

## 기타
- 연도: 330년, 기원전 330년
- 330년대
- 한국십진분류법에서 사회학, 사회 문제에 관한 책들이 분류되는 번호.
- 330 노스 워배시(영어판): 미국 일리노이주 시카고에 있는 사무용 건물.